# Flower (canción de Tomiko Van)
«Flower» es el sencillo debut de la cantante japonesa Tomiko Van, que fue lanzado al mercado el 7 de julio del 2006 en formatos CD y CD+DVD bajo el sello avex trax.

## Información
Algunos meses atrás del lanzamiento de este sencillo Tomiko Van debutó como cantante solista lanzando su primer álbum al mercado, "FAREWELL", el cual no tuvo ningún sencillo de apoyo para ayudar a ventas, y estaba cargado de suaves melodías y también baladas en su mayoría. El álbum tuvo bastantes desventajas como la pobre promoción, pero a pesar de hecho logró debutar en su primera semana como uno de los álbumes más vendidos, y vender moderadamente.
Este primer sencillo ya no tiene nada que ver con el primer álbum de Tomiko, más bien forma etapa de una nueva etapa dentro de la carrera de la cantante y se espera esté incluido en su segundo álbum de estudio original, que quizás sea lanzado a mediados del 2007. "Flower" no tiene ningún parecido a las canciones presentes en "FAREWELL", que tenían grandes influencias de las baladas y el Jazz; la canción más bien se hace bastante similar a los trabajos anteriores de Tomiko junto a su banda Do As Infinity, con un estilo mucho más cercano al Pop/Rock acústico, pero igualmente entrando al interior de la amplia categoría del J-Pop.
En el ámbito de las promociones para el sencillo, "Flower" se empezó a utilizar como opening de una telenovela japonesa llamada Oishii Proposal (Una Proposión Jugosa), transmitida por la cadena TBS; el lado b "Brave" es el tema principal del videojuego para la consola PlayStation 2 llamado Sengoku Basara 2. También se utilizó como promoción al automóvil que Tomiko utiliza al interior del video musical de "Flower".

## Canciones

### CD
1. «Flower»
2. «Brave»
3. «Flower» -Instrumental-
4. «Brave» -Instrumental-

### Canción
1. «lower the song» (Music Clip)

- Datos: Q5462147